# Rubus clinocephalus
Rubus clinocephalus es una especie de planta del género Rubus, perteneciente a la familia Rosaceae.

## Taxonomía
Rubus clinocephalus fue descrita por Wilhelm Olbers Focke en 1910.

## Distribución
Se encuentra en el territorio sur de China hasta Indochina.